# Clinton (Connecticut)
Clinton è un comune di 13.612 abitanti degli Stati Uniti d'America, situato nella Contea di Middlesex nello Stato del Connecticut.